# Jason Dolley
Jason Scott Dolley (Los Ángeles, California, 5 de julio de 1991) es un actor y músico estadounidense, más conocido por sus papeles en varios proyectos de Disney Channel. Estos incluyen Newton "Newt" Livingston III en Cory in the House, Virgil Fox en Minutemen, Connor Kennedy en Read It and Weep y Pete Ivey en Hatching Pete. Hasta 2014 interpretaba a PJ Duncan en Good Luck Charlie de Disney.

## Vida y carrera
Jason Dolley nació en Los Ángeles, California. Se subió a un escenario por primera vez a los 11 años cuando él y uno de sus hermanos interpretaron "Who's on First" de Abbott y Costello en una escuela de talentos. Sus primeros trabajos reales en interpretación llegaron ese mismo año. Ganó el papel principal en el galardonado cortometraje titulado Chasing Daylight. Fue lanzado a continuación por el director Mel Gibson a los 13 años de edad, interpretando a TJ Savage en la serie de televisión de ABC Complete Savages. Después de que Complete Savages fue cancelada, actuó en la película Saving Shiloh como Marty Preston, en la película original de Disney Channel Read It and Weep, como Connor Kennedy y en la película The Air I Breathe como la versión joven del personaje llamado "Pleasure" (la versión para adultos de los cuales fue interpretado por Brendan Fraser).
En el 2006, Dolley apareció en el comercial de Duracell "Trusted Everywhere" dentro de la campaña "Amazon". Dolley era parte del equipo amarillo en la segunda edición de los Disney Channel Games, emitido a mediados de 2007. De 2007 a 2008, protagonizó la serie de Disney Channel, Cory in the House. En el 2008, apareció en la película Minutemen como Virgil Fox y estuvo en la tercera edición de los Disney Channel Games en el equipo verde. En 2009, Jason participó en la película de Disney Hatching Pete como Pete Ivey. En el 2010 protagonizó su segunda serie de Disney Channel, Good Luck Charlie.
Cuando se le preguntó sobre su papel en la nueva comedia familiar de Disney Channel, Good Luck Charlie, respondió: «Me gusta la realidad de la misma. Me gusta el tono más auténtico. Me gusta la comedia de situación familiar. Eso es algo diferente para Disney, que también me atrajo». En otra entrevista dijo: «Cuando leí el guion, yo estaba así como "Oh, esto es interesante. Esto es un poco diferente. Tiene una especie de sensación de Full House. Es muy amable y familiar. Las familias pueden sentarse y verlo, y conseguir una risa real". Creo que eso es lo que ha sido bueno de esto desde el principio y sigue siendo bueno hoy en día».
Dolley y el elenco estuvieron en un largometraje de Navidad de Disney Channel titulado Good Luck Charlie, It's Christmas! basado en la serie, que comenzó su producción en marzo de 2011 y se estrenó en diciembre de 2011. También aparecerá en Tinker Bell y Pixie Hollow Games de Disney Channel, una película de animación que también está protagonizada por Brenda Song, Tiffany Thornton y Zendaya.

## Vida personal
Sus actividades favoritas incluyen guitarra, piano, juegos de video y paintball. Le gusta pasar tiempo con su mascota de color chocolate un Labrador retriever y su familia, así como mantenerse activo en su grupo de jóvenes de la iglesia cristiana. Dolley actualmente vive con sus padres en Simi Valley, California. Cuando no está filmando toma cursos de filosofía en la universidad.

## Filmografía

### Películas
| Año  | Título                             | Personaje             |
| ---- | ---------------------------------- | --------------------- |
| 2004 | Chasing Daylight                   | Dylan Fox             |
| 2006 | Saving Shiloh                      | Marty Preston         |
| 2006 | Read It and Weep                   | Connor Kennedy        |
| 2007 | The Air I Breathe                  | Joven Pleasure        |
| 2008 | Minutemen                          | Virgil Fox            |
| 2009 | Hatching Pete                      | Pete Ivey             |
| 2011 | Good Luck Charlie, It's Christmas! | PJ Duncan             |
| 2011 | Captain Underpants                 | Harold Hutchins (voz) |
| 2014 | Helicopter Mom                     | Lloyd                 |

### Series de televisión
| Año         | Título                  | Personaje                | Notas        |
| ----------- | ----------------------- | ------------------------ | ------------ |
| 2004 – 2005 | Complete Savages        | T. J. Savage             | 19 episodios |
| 2006        | Enemies                 | Mickey Holloway          | 1 episodio   |
| 2007 – 2008 | Cory en la Casa Banca   | Newton "Newt" Livingston | 34 episodios |
| 2008        | The Replacements        | Voz                      | 1 episodio   |
| 2009        | Imagination Movers      | Prince Charming          | 1 episodio   |
| 2010 – 2014 | ¡Buena suerte, Charlie! | PJ Duncan                | 97 episodios |
| 2013        | Jessie                  | PJ Duncan                | 1 episodio   |
| 2014        | Major Crimes            | James Martin             | 1 episodio   |

### Otros
| Año  | Título       | Personaje      | Notas                                |
| ---- | ------------ | -------------- | ------------------------------------ |
| 2012 | "Rocketship" | Amigo de Shane | Cameo, video musical de Shane Harper |